# Куровская, Божена
Боже́на Куровская (пол. Bożena Kurowska) — польская актриса театра и кино.

## Биография
Божена Куровская родилась 21 августа 1937 года в Лукуве. Дебютировала в театре в 1958 году. Актёрское образование получила в Государственной высшей театральной школе в Варшаве, которую окончила в 1958 году. Актриса театров в Варшаве. Умерла 16 сентября 1969 года в Варшаве. Похоронена на Брудновском кладбище в Варшаве.

## Избранная фильмография
- 1959 — Лётна / Lotna
- 1962 — На белой дороге / Na białym szlaku
- 1963 — Кодовое название «Нектар» / Kryptonim Nektar
- 1964 — Барбара и Ян / Barbara i Jan (только в 6-й серии)
- 1965 — Выстрел / Wystrzał